# 렐러티비티 스페이스
렐러티비티 스페이스(Relativity Space)는 미국의 우주 로켓 제작회사이다.

## 역사
2015년 설립되었다. 4500만 달러의 자금을 투자받아, 직원 60명이 되었다. 팀 엘리스 CEO는 28세이다. 먼저 설립된 우주 로켓 기업인 블루 오리진, 스페이스X와는 달리, 3D 프린터를 사용하려는 아이디어로 회사를 설립했다.

## 테란 1 로켓
테란 1 로켓은 2단 액체연료 로켓이다. 1.25톤 인공위성을 지구 저궤도에 올릴 수 있다. 1단에 추력 8.8톤의 에이원 로켓 엔진 9개, 2단에 에이원 로켓 엔진 1개를 사용한다. 엑체메탄/액체산소를 사용한다.
2020년에 발사될 계획이며, 엔진을 포함해 로켓의 95% 이상을 3D 프린터로 제작할 것이다. 10만개가 들어가는 기존 로켓과 달리 1000개의 부품만으로 로켓을 제작하는 게 목표다.